# الإسلام في الصين

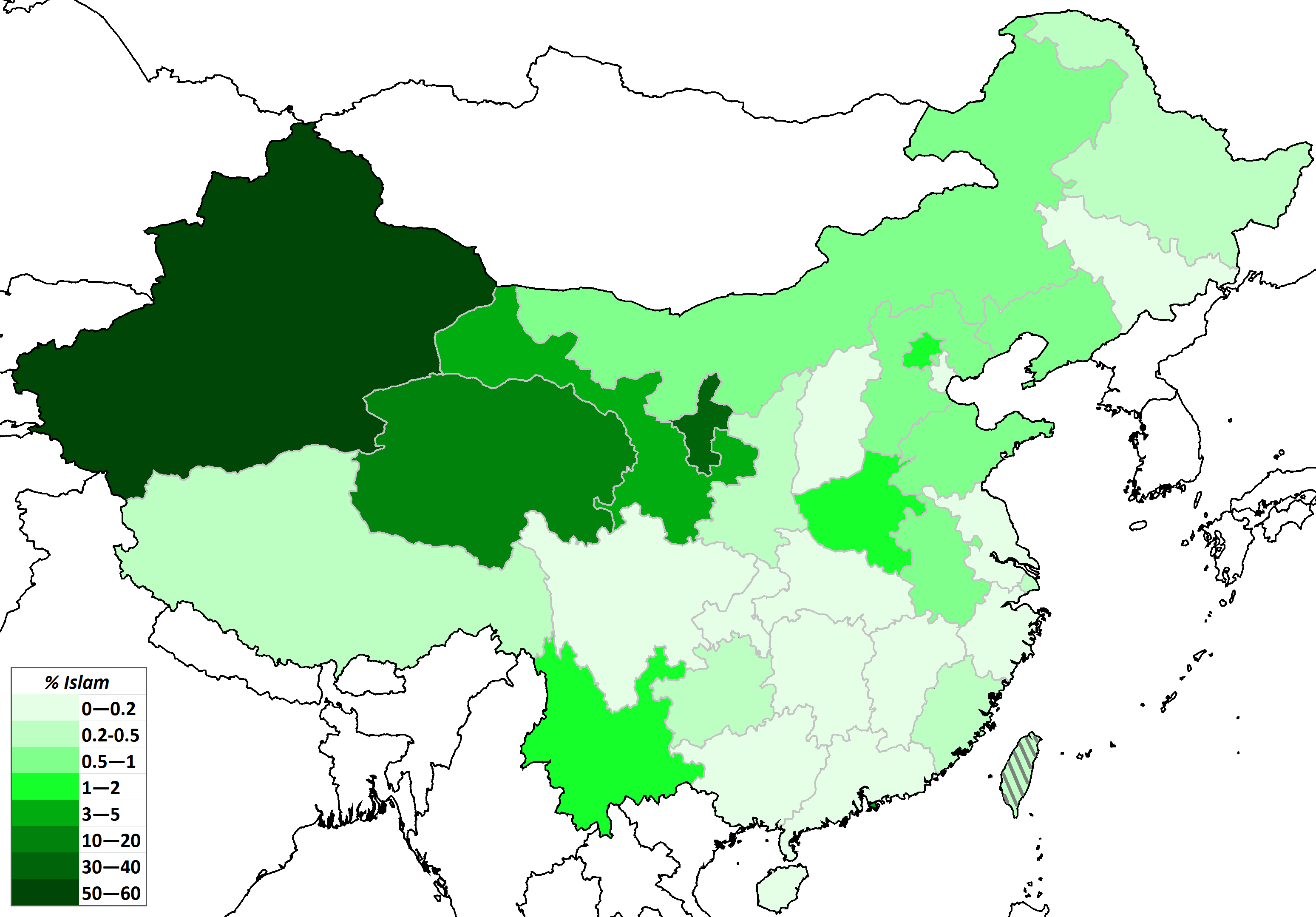
مقاطعات الصين حسب نسبة السكان المسلمين، وفقًا لبيانات عام 2010

دخل الإسلام في الصين منذ القرن السابع الميلادي. يُقدر عدد المسلمين في الصين بـ 17 إلى 25 مليون نسمة، أي أقل من 2% من إجمالي عدد السكان. على الرغم من أن مجموعة هوي المسلمة هم المجموعة الأكثر عدداً، إلا أن أكبر تجمع للمسلمين يقيمون في شمال غرب الصين منطقة الحكم الذاتي سنجان، والتي تضم عدداً كبيراً من الأويغور. تتواجد مجموعات سكانية أقل أهمية من بين من الأقليات الإثنية في الصين في مناطق نينغشيا وقانسو وتشينغهاي،، عشرة من هذه المجموعات هي في الغالب أهل السنة والجماعة.
أكبر قومية من قوميات المسلمين في الصين هي قومية الأويغور وإلى جانب قومية الأويغور توجد تسع قوميات أخرى تدين بالإسلام وهي:
- القازاق: يتمركزون في منطقة شينج يانغ. وتقول السلطات إنهم أكثر من مليون وربع المليون نسمة منهم أكثر من مليون في تركستان الشرقية.[7]
- الأوزبك والطاجيك: ذوي الأصول البدوية واللغة الأوزبكية
- التتار: متمثلين في من اجتازوا حدود تتارستان الحالية والقبائل التركية في السابق
- هوي: الممثلة في العرب والفرس القدماء الوافدين مع الفتح الإسلامي للصين، وهم منتشرون في شينج يانغ ومقاطعات خبي وخنان وشاندونج وإقليم منغوليا ذي الحكم الذاتي.[8][9][10] الهوي مثلهم مثل قومية الهان، قدموا عشرات آلاف من الشهداء لقضايا أرض الوطن (الصين) في مختلف الحروب. فلا يُنظر لهم من جانب الهان إلا باعتبارهم أبناء الصين المسلمين.[11]
- قومية سالار تستوطن محافظة شيونهوا ذاتية الحكم ولهم لغتهم الخاصة وهي السالار المنطوقة.
- دونج شيانغ: وتقطن مقاطعة قانسو، وهم من أصول منغولية ويعتبرون أول من اعتنق الإسلام من المنغول.[11]
- باوآن: ويقطنون أيضا مقاطعة قانصو، وهم فرع من المنغول ولغتهم تنتمي إلى أرومة اللغة المغولية.[11]
- القيرغيز، من أصول تركية جاؤوا من قيرغيزستان. وللقرقيز في الصين ولاية ذات حكم ذاتي في إطار منطقة كيسنجيانغ.[11]

## دخول الإسلام إلى الصين
تؤكِّد المصادر التاريخية الصينية أنَّ الصينيين كانت لديهم معرفة قوية بالعرب قبل الإسلام بعدة قرون، حيث يرجع تاريخ العلاقات بين الحضارتين إلى قبل الإسلام. كانت سياسة أسرة هان (206 ق.م-8م) تهدف إلى فتح طرق تجارية مع الأقاليم الغربية للصين فيما عُرِفَ لاحقاً بطريق الحرير، ووفقاً لما ورد في المجلد رقم (88) بعنوان المناطق الغربية، والمقصود بها الأقاليم الغربية للصين قديماً- تمثّل حالياً آسيا الوسطى، والهند وغرب آسيا وصولاً إلى شبه الجزيرة العربية وإفريقيا- من كتاب الفترة الزمنية اللاحقة لأسرة هان (206 ق.م-8م)- والمؤرخ بعام 91 ق.م، فقد أرسل الإمبراطور وُو (141-87 ق.م، أسرة هان) جانغ تشيان (ت 114 ق.م) في بعثتين إلى غرب آسيا؛ الأولى كانت في عام 139 ق.م، والثانية عام 119 ق.م. زار خلالهما چانج تشيان عديداً من الدول مثل: منطقة تركستان الشرقية والهند وأفغانستان وآسيا الوسطى والعراق وسوريا، وبعد عودته من رحلته وصف بلاد العــرب لإمبراطور الصين وذكر: أنها تقع غرب بلاد فارس.
إضافة إلى ذلك، كان للتجار العرب دورٌ مهمٌّ في العلاقات التجارية بين الصين والغربقبل القرن الخامس الميلادي، لذلك كان الصينيون في عهد أسرة هان على دراية جيدة بالعرب.
وصل الإسلام إلى الصين عن طريق محورين:

### المحور البري
جاء إليها من الغرب، وتمثل في فتح التركستان الشرقية في العصر الأموي، في منطقة كاشغر، فقبل أن ينتهي القرن الهجري الأول وصلت غزوات (قتيبة بن مسلم الباهلي) الحدود الغربية للصين، وعلى الرغم من أن الفتوحات الإسلامية لم تتوغل في أرض الصين، إلا أن طريق القوافل بين غرب آسيا والصين كان لة أثره في انتشار الإسلام عن طريق التجار في غربي الصين، ولقد عرف هذا بطريق الحرير كما أن لمجاورة الإسلام في منطقة التركستان بوسط آسيا للحدود الغربية للصين أثره في بث الدعوة في غربي البلاد.

### المحور البحري
وقد تمثل في نقل الإسلام إلى شرقي الصين، ففي نهاية عصر الخلفاء الراشدون، في عهد عثمان بن عفان، وصل مبعوث مسلم إلى الصين في سنة 21 هـ، ثم توالت البعثاث الإسلامية على الصين حتي بلغت 28 بعثة في الفترة بين سنتي (31 هـ -651 م) و (184 هـ - 800 م)، وتوالت على الصين عبر هذا المحور البحري البعثاث الدبلوماسية والتجارية وأخذ الإسلام ينتشر عبر الصين من مراكز ساحلية نحو الداخل.

## المسلمون عبر تاريخ الصين

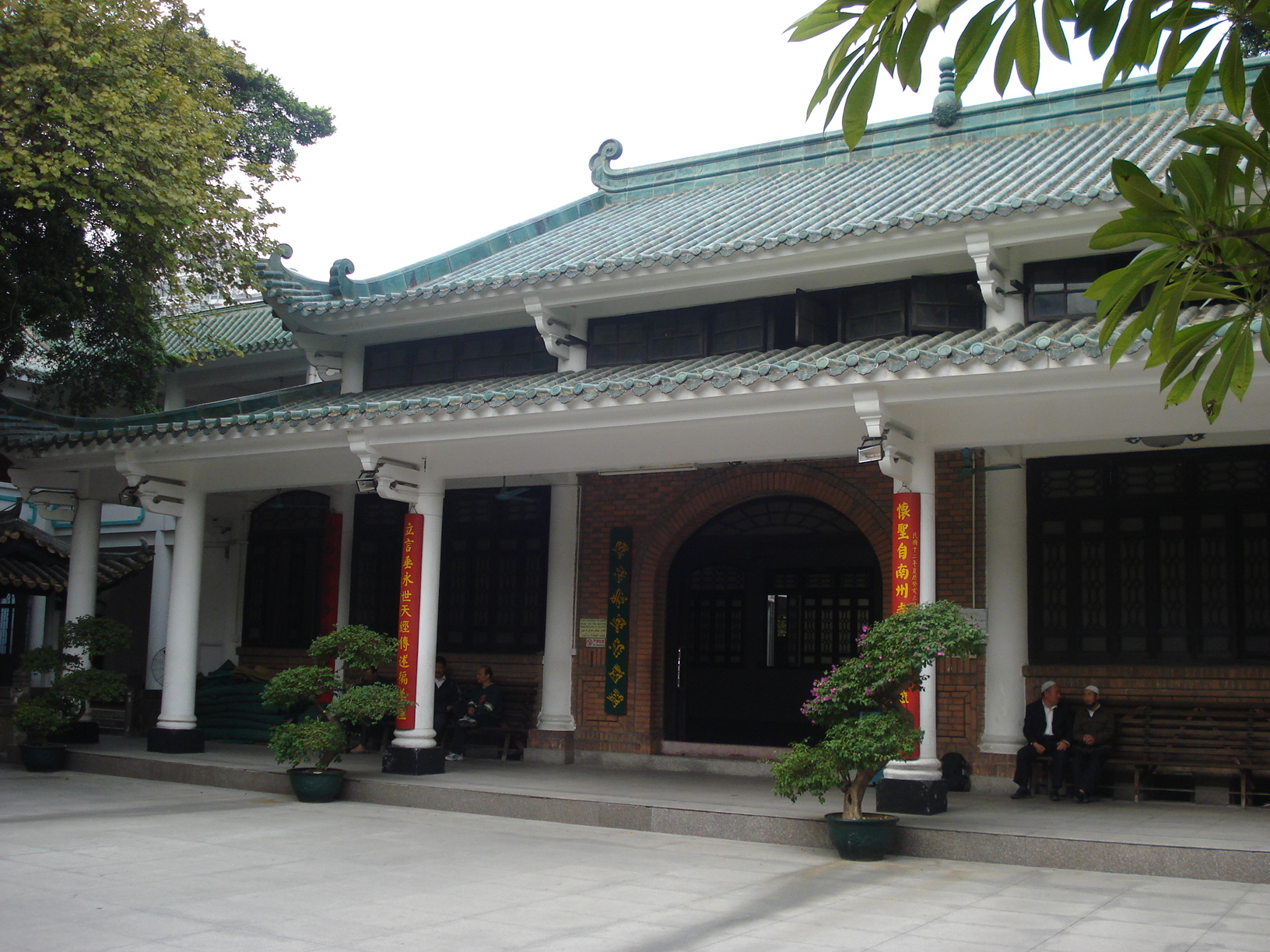
مسجد هوايشينغ أحد أقدم مسجد في الصين، بناه أحد المسلمين واسمه وقاص.

تشير المصادر التاريخية الصينية مثل كتاب تانغ القديم إلى أنَّ الصينيين لم يسمعوا عن الإسلام إلا في عام (17ھ/ 639م)، خلال عصر أسرة تانغ (618-907م)، في فترة حكم الإمبراطور تايزونغ (626-649م)، عندما استقبل بلاطه سفارة من آخر الحكام الساسانيين يزدجرد الثالث (631-651م) يطلب المساعدة ضد الجيوش العربية الغازية لبلاده، إلا أنَّ الإمبراطور تجنّب الأمر درءاً للمتاعب التي قد تنتج عن ذلك.
هناك ثمة اتفاق أنَّ الإسلام وصل إلى بلاد الصين عام 29ھ /651م؛ ففي ذلك العام كانت أول سفارة عربية إلى بلاط أسرة تانغ، كأول اتصال مباشر بين الصينيين والعرب. أكدت المصادر الصينية هذا الاتصال؛ فنجد في كتاب التاريخ الحديث لأسرة تانغ خبر هذه السفارة كما يلي: “خلال السنة الثانية لفترة يونغ هوي (ت 64ھ /683م)، استقبل بلاطه مبعوثاً رسمياً عربياً، وقدم العربي التحية من ملك العرب أمير المؤمنين للإمبراطور…”.
حفل التراث والثقافة المحلية الخاصة بالمسلمين والقوميات الصينية المسلمة بروايات وأساطير تتعلَّق باهتمام الأباطرة الصينيين بالإسلام ونبيه الكريم، كما تتناول كيفية وصول الإسلام للصين؛ من بين تلك الروايات أنه خلال السنة الثالثة لفترة حكم الإمبراطور تايزونغ (ت 28ھ/649م) لأسرة تانغ، رأى الإمبراطور في منامه رؤيا أنه رأى نفسه يرتدي عمامة رجل طردت الشيطان خارج قصره، على الرغم من كون هذه القصة غير مؤكدة إلا أنَّ مفادها كان قيام الإمبراطور بطلب المساعدة من حاشيته، وتمَّ تفسير الرؤيا على أنها ميلاد رجل حكيم في بلاد الغرب (يُقصَد بالغرب هنا بلاد العرب الواقعة غرب الصين) سيكون له أتباع شجعان، وأنَّ الشياطين هي نذر وطوالع فتن وقلاقل سوف تُحل على يد المسلمين، ووفقاً لذلك بعث الإمبراطور سفارة إلى الغرب لطلب المساعدة من المسلمين للتعامل مع المشكلات المتوقعة.
في عصر حكم أسرتي تانغ وسونغ: أطلق الصنيون اسم (التاشي)(大食) على البعثات الإسلامية، وأضيف إليها اسم (أصحاب الملابس البيضاء)(白衣大食) أثناء الحكم الأموي، وأطلق اسم (أصحاب الملابس السوداء)(黒衣大食) أثناء الحكم العباسي، واستقرت بعض الجماعات المسلمة من التجار ورجال الدين على ساحل الصين الجنوبي في منطقة خوان فو (قوانغدونغ) حالياً ووصل المسلمون إلى عاصمة (شيان) وأخدا ينتشرون في مناطق عديدة. وهكذا ظهرت مناطق إسلامية في عهد أسرتي تانغ وسونغ ومن أشهر الآثار الإسلامية مسجد ذكري النبي عليه الصلاة والسلام في كانتون ومسجد الأصحاب في تشوانتشو، وفي هذا المسجد حجر مكتوب فيه اسم مُؤسّسِهِ وهو تاجرٌ عربي يدعي نجيب مظهر الدين. وكان للمسلمين مساجدهم ومدارسهم وأنشطتهم التجارية والاقتصادية الأخرى.

### المسلمون في عصرأسرة يوان
- المغول: 676 هـ -1286 م، 769 هـ -1377 م، نهض المسلمون في عصر المغول نهضة سريعة، وزاد نفودهم وشغلوا مناصب عديدة في الدولة وتقلد (شمس الدين عمر عدة مناصب منها (حاكم) ولاية يونان في سنة (673 هـ - 1274 م) وعمل أثناء حكمة على تثبيث أقدام المسلمين بهذه الولاية، وكذلك عمل أولاده، الذين تولوا مناصب مهمة بالدولة، وبلغ عدد الحكام المسلمين 30، وتولي المسلمون حكم 8 ولايات، وكانت الصين مقسمة إلى 12 ولاية. يقول المؤرِّخ رشيد الدين فضل الله الهمذاني في كتابه جامع التواريخ: (وفي عصر الأسرة المغولية كانت الصين مقسَّمة إلى اثنتي عشرة ولاية، لكل منها حاكم، وإن ثمانية من بين الحكام كانوا مسلمين)،[15] وهذا يدلُّ على القوَّة التي وصل إليها المسلمون في عصر أسرة «يوان»، وقد دامت أسرة يوان حوالي 90 سنة تقريبًا (770 - 1054هـ = 1368 – 1644م)، وفي عهد هذه الأسرة ازداد الإسلام، حتى أصبح من أديان الصين الكبرى

### أحوال المسلمين في عهد أسرة مينغ

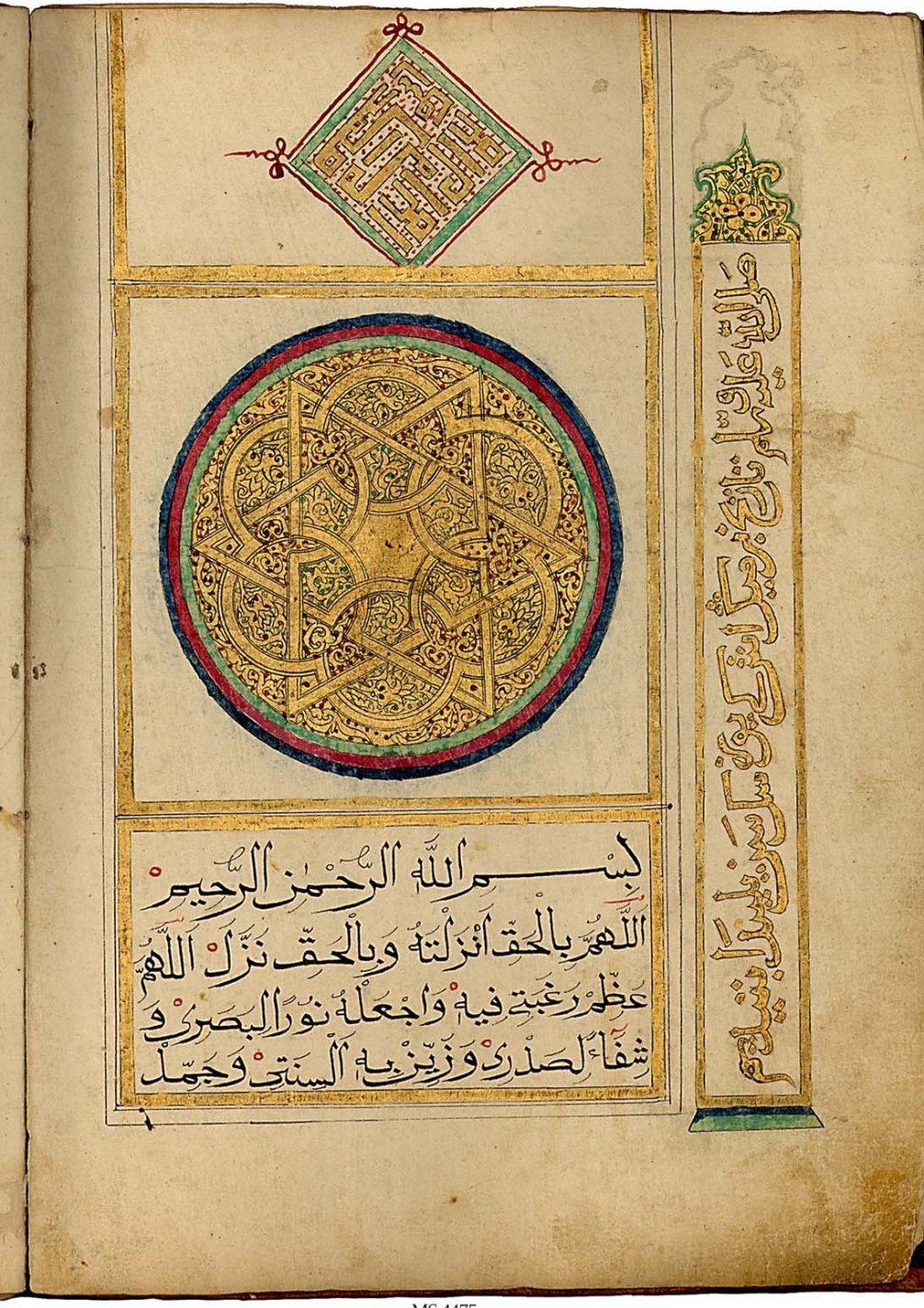
مصحف طُبع في الصين حوالي مطلع القرن السابع عشر الميلادي.

اندمج المسلمون في المجتمع الصيني منذ عهد المغول، ولكنهم حافظوا على تقاليدهم الإسلامية، واكتسب الإسلام أتباعاً جدداً بالمصاهرة بين الأسر من أصل عربي أو إيراني وبين الأسر الصينية، وقد حافظ العرب على نسبهم وتميزوا عن غيرهم باسم (ما)(馬/马) وهو يعني الخيل أو الحصان باللغة الصينية وذلك لشهرتهم بركوب الخيل وتوريد الفصائل العربية النادرة للصين والتي كانوا يجلبوها كهدايا ثمينة (بعد موسم الحج) من كل عام وهي تقدم كهدايا ثمينة جدا لكبار الشخصيات بالبلاط الإمبراطوري وظل المسلمون محتفظون بمناصب مهمة في الدولة، وكان للإسلام احترام عظيم، وظهرت الفنون الإسلامية في الفن المعماري الصيني.
كذلك يوجد نظرية ذكرها الباحث الصيني هوي تشانغ ان مؤسس اسرة مينغ الصينة الإمبراطور هونغ وو كان مسلما  لأنه لم يصرح بانه معتنق أي ديانة من الديانات المحلية، كذلك له 100 رسالة يمدح الإسلام، كذلك امر ببناء المساجد في المدن الصينية مع ان الإسلام انذاك لم يكن منتشرا، وشجع على احضار اسر عربية وإيرانية إلى الصين، وامر بنقش مدح وذكر فضائل النبي محمد (صلى الله عليه وسلم)، كذلك كان 10 من قادة جيوشهِ مسلمين ومنهم يوتشن تشانغ يو لان، ويقال ان إسلامه جاء بسبب انه عندما انضم لأول فرقة متمردة كان أحد قادتها مسلم فأقنعه بالإسلام.

### المسلمون فيعهد المانشو(المنشوريون)
تغيرت أوضاع المسلمين في هذا العصر فكان عهد ظلم واستبداد وذلك لجهل الموظفين المنشوريين بعادات المسلمين، وظهرت عدة (انتفاضات) في شمال الصين، وشينجيانغ، وفي ولاية يونان، وراح ضحيتها الآلاف من المسلمين، وفي هذه الفترة، في سنة (1279 هـ -1862 م) ظهرت أول ترجمة لمعاني القرآن الكريم إلى اللغة الصينية.

### المسلمون في العهد الجمهوري (1329 هـ -1911 م)
أعلن الحكم الجمهوري أن الأمة الصينية تتكون من خمسة عناصر يشكل المسلمون إحداها، وكان علم الجمهورية يتكون من خمسة ألوان، للمسلمين اللون الأبيض، ونال المسلمين حقوقهم بعد أن عاني الظلم ثلاثة قرون، وأدخلت الشوائب على العقيدة الإسلامية.
ولقد ناصر عدد كبير من أبناء المسلمين بالصين فكرة تأسيس الجمهورية بقيادة الدكتور صن يان سن وانتموا للحزب الوطني الحاكم (الكومين تان)، ولقد حكم أبناء المسلمين أجزاء عدة من الصين ذات أغلبية مسلمة حكما ذاتيا وذلك بعد سقوط الإمبراطورية في بداية القرن العشرين ولكنهم كانوا يتبعون الحكم المركزي ببكين فدراليا.
وعندما تكالبت القوى الأجنبية مثل اليابان وانكلترا والولايات المتحدة على الصين ومن ثم دخول روسيا البلشفية على الخط تقطعت اوصال الجمهورية واصابها الضعف وتفشى الفقر بحكم الصرف على الحروب التي خاضوها ضد اليابان وإخراجها الأمر الذي جعل البسطاء يؤمنون بالفكر الشيوعي للتخلص من الفقر والقضاء على الطبقية بالمجتمع الرأسمالي، وبدأت الحرب الأهلية تطحن بين (حلفاء الكفاح ضد اليابانيين)وهم الجمهوريين والشيوعيين، وقد ابلى أبناء المسلمين بلاء حسنا وابدوا مقاومة عنيفة ضد الثورة الشيوعية وقيادتها بزعامة الشيوعي ماو تسي تونغ.
وبعد سقوط الجمهورية وتمكن الحزب الشيوعي من تملك مقاليد الامور بالصين وانسحاب القائد العسكري للحزب الوطني لخارج الأرض الصينية وبالتحديد لجزيرة تايوان، تم اعدام وسجن وتعذيب الغالبية العظمى من قيادات المسلمين وحكامهم وعلماؤهم وهدمت مساجدهم واهينوا في دينهم كانتقام لعدم وقوفهم مع الحزب الشيوعي أثناء الحرب الأهلية الأمر الذي جعلهم مطاردين من قبل الجيش الشيوعي واجهزتها الأمنية مما استدعى هروب اعداد كبيرة منهم لخارج الصين كمناطق ودول أخرى كتايوان وهونغ كونغ وسنغافورة والولايات المتحدة وتركياوكذلك بعض من الدول العربية مصر والسعودية وقد لجأ للدول العربية معظم المسلمين من أصول عربية.

## المسلمون الصينيون في عهد الحكم الشيوعي (النصف الثاني من القرن العشرين)
استولي الشيوعيين على حكم الصين في سنة (1369 هـ - 1949 م) وهادن الشيوعيون المسلمين أول الأمر، وذلك كجزاء لمساعدتهم ومعاناتهم أثناء الحرب الأهلية، وقد وزعت نشرات عن منح الحكم الذاتي للمسلمين في الصين ضمن 34 مقاطعة، وكلها (مزيفة)
ثم انقلبت الأوضاع فابتدأ الشيوعيون حكمهم بارتكاب مجزرة ضد مسلمي الصين راح ضحيتها مليون مسلم وذلك عام 1994

ولقد فرض على المسلمين نظام الزواج المختلط، ونظام الكميونات، ونظام المعيشة المشتركة وصودرت أملاك الأوقاف الإسلامية، وقضي على مرتبات الوعاظ والمدرسين، فاضطروا للعمل داخل الكميونات، وقاوم المسلمين في ولايات جانصو، وتسنغاي، والتركستان الشرقية، والتبت، فقبض الشيوعيون على زعماء المسلمين وأودعوهم السجن وأحرقت الكتب الإسلامية وأغلقت المساجد، وهدم الكثير منها، كما أغلقت المدارس، وشرد علماء الدين وفر العديد منهم إلى الخارج.
ويروي محمد إركن، في كتابه «اضطهاد المسلمين التركمان في تركستان الشرقية» لقد ألغى الشيوعيون الكتابة بالعربية التي كان المسلمون يستخدمونها لمدة ألف عام، وأتلفوا 730 ألف كتاب بالعربية، بما في ذلك نسخ من القرآن.
ويمكن اختصار هذه الفترة في المراحل التالية

### من (1369 هـ -1949 م) إلى (1378 هـ -1958 م)
كانت مرحلة مهادنة لأنها سايرت الأعداد لتأسيس الدولة، وقد أقلق وضع المسلمين في الصين العالم الإسلامي فحاولت السلطة الحاكمة إرضاء العالم الإسلامي، وظهرت الجمعية الإسلامية الصينية الشعبية في سنة (1373 هـ - 1953 م) كجمعية وحيدة تمثل المسلمين شكلا لاموضوعاً، وألغيت الجمعيات الإسلامية السابقة، وعقد أول مؤتمر للمسلمين في ظل النظام الجديد في نفس السنة، ثم صدرت مجلة باسم مسلمي الصين في العام التالي له، كما تم إنشاء معهد إسلامي في عام (1375 هـ - 1955 م)، وكانت هذه المرحلة مرحلة تأميم نشاط الدعوة الإسلامية لفرض هيمنة النظام الشيوعي على النشاط الإسلامي.

### من سنة (1378 هـ -1958 م) إلى 1386 هـ - 1966 م)
كان في هذه المرحلة مساس بشعور المسلمين وظهر هذا في تطبيق نظام (الكوميونات)، فقد شمل التطبيق رجال الدين ووزعوا علي المزارع والمصانع الجماعية، وظهرت في الصحف الصينية مقالات تهاجم وجود العدد الكبير من المساجد، بل والإلحاح على استخدامها لأغراض (اقتصادية)، وكانت هذه الحملة مقدمة لإغلاق المساجد منذ سنة 1369 هـ - 1949 م) فقد أدى هذا إلى تعطيل قيام المسلمين بشعائر دينهم، وتلى ذلك توقف المعهد الإسلامي الذي أنشئ في المرحلة السابقة، وكان النافذة الوحيدة للمسلمين في الصين، كما توقف (سفر بعثات الحج) ثم (تهجير) المسلمين من مناطق الكثافة الإسلامية العلية إلى مناطق أخرى، وتهجير غير المسلمين إلى مناطق المسلمين، وتبنت الحكومة سياسة تحويل الهوية الإسلامية إلى هوية شيوعية، وقد واجه المسلمين هذا بكفاح كما حدث في التركستان الشرقية في سنة (1392 هـ - 1962 م) - (غيرت اسمها إلى شينجيانغ تعني (المستعمرة الجديدة))
كل هذا دفع المسلمين للقيام بثورات عديدة ففي فترة حكم ماو تسي تونغ للصين بين 1949 - 1968 قام المسلمون خلالها بأكثر من 45 ثورة ضد الحكومة الصينية التي يعتبروا أنها احتلت تركستان الشرقية. اعتقل على إثر هذه الثورات أكثر من 500 ألف مسلم وتم ترحيلهم للعمل في معسكرات الأشغال الشاقة.
وقتلت القوات الحكومية ما يقارب 360 ألف مسلم.

### من سنة (1386 هـ - 1966 م) إلى (1396 هـ - 1976 م)
وهي أشد مراحل العنف، وتسمى بمرحلة الثورة الثقافية، حيث ضرب رجال الدين في الشوارع وأقتحمت البيوت، وأخدت المصاحف والكتب الدينية و (أحرقت) علانية في الشوارع، وفقد المسلمون الصينيون مخطوطات نادرة وأغلقت المساجد وحول البعض إلى (ورش ومخازن) في سنة (1386 هـ - 1966 م)، وأبقوا على مسجد واحد في بكين ليصلي فيه الدبلوماسيون المسلمون، وألغيت العطلات الإسلامية، ومنع المسلمون من ارتداء ثيابهم القومية، وأجبروا على ارتداء الملابس الزرقاء، وألغيت تصاريح صرف (أكفان الموتي) وتظاهر المسلمون في ولاية (يونان) مطالبين بعطلة يوم الجمعة، وفي هذه المرحلة حاول النظام الشيوعي مسخ الشخصية الإسلامية وخصائصها الفردية.

### من سنة (1396 هـ - 1979 م)
كانت هذه المرحلة عبارة عن صراع على السلطة، واستغرق هذا عامين، وبدأت مرحلة جديدة مع عام (1389 هـ - 1978 م)، وأوجد قانون ينص على عدم انتهاك أعراف وعادات أبناء الأقليات القومية ن ووعد بإعادة فتح المعهد الإسلامي، إعادة إصدار مجلة (المسلمين)، واستئناف بعثات الحج، وإعادة فتح المساجد المغلقة وهي أكثر من 1900 مسجد في التركستان الشرقية وحدها، وعدد المساجد في الصين (40327) مسجداً، وإعادة العطلات الإسلامية. وساهمت الحكومة بنفقات إصلاح المساجد، وسمحت بدخول أعداد من المصاحف من الدول العربية، وزار وفد من مسلمي الصين باكستان، والبحرين، والكويت، وعمان، واليمن الشمالي، وإيران، ومصر وفي سنة (1400 هـ - 1980 م ور أرسلت الجمعية الإسلامية الصينية مندوبين عنها لحضور المؤتمر الإسلامي في باكستان، كما عقد مؤتمراً إسلامياً في تركستان الشرقية وأعلن عن مشروع لطبع القرآن الكريم والكتب الدينية.

## معاناة مسلمي الصين

### خطة تحديد النسل
لا توجد دولة في العالم ترغم شعبها على تحديد النسل غير الصين فقط. حيث تشجع الدول باستثناء (الصين) على تنظيم النسل وليس تحديده.
اختارت السلطات الصينية بلدة (توقسو) التابعة لولاية (آقسو) كمركز لتجربة سياسة تحديد النسل في عام 1994 وبدأت كوادر المركز عملية «فحص حالات الحمل غير القانونية» في 15 فبراير 1994، في قرية (خلق طام) وأثناء عملية الفحص تم اكتشاف سيدة أيغورية مضى على حملها «غير القانوني» 9 أشهر، وطلبت مديرة المركز من زوج السيدة - واسمه هاشم - دفع ثلاثة آلاف ين غرامة مالية، وإسقاط الجنين الذي مضى عليه 9 أشهر، وبالطبع لم يستطع دفع الغرامة فقام عملاء المركز بإرغامه على بيع بقرة وحمار كان يستعملهما في الزراعة وقمحه الذي هو قوته، وهرب هاشم من القرية تاركًا عائلته وأخذ أفراد المركز زوجته جولفيام إلى المستشفى لإسقاط جنينها، ولكنها تمكنت من الهرب قبل إجراء العملية ولجأت إلى إحدى المقابر وولدت هناك بنفسها وتمكنت من المحافظة على ولدها حيًّا، إلا أن الدوائر الأمنية التي كانت تبحث عنها وصلت إليها وأخذتها إلى مركز تحديد النسل؛ وهناك قتلت مديرة المركز الجنين خنقا أمام أمه التي أصيبت بانهيار وتوفيت بعد ذلك بقليل. وأثارت هذه الحادثة مشاعر الغضب والانتقام التي يكنها الأهالي للسلطات الصينية ومراكز تحديد النسل.
وحسب ما أورده مركز (تركستان الشرقية) للمعلومات في ألمانيا؛ فقد اقتيدت 28 سيدة أيغورية في (20 يونيو 2000 م) إلى مركز تحديد النسل في بلدة (فيزاوات) بولاية كاشغر، حيث أجريت لهن عملية إجهاض واستؤصلت أرحامهن، وتوفي على الفور نتيجة لذلك (7) سيدات تتراوح أعمارهن مابين (25 - 34) سنة من مختلف القرى في بلدة (فيزاوات)
كما بلغ مجموع النساء اللاتي تم تعقيمهن خلال عام (1991 م) في بلدة قارقاش في (تركستان الشرقية) وحدها (18765 سيدة)، وهذا الرقم يشكل نصف السيدات في سن الإنجاب في تلك البلدة، كما تم إجراء عمليات إجهاض إجبارية لثمانمائة وخمسة وستين سيدة خلال عام (1992 م) في بلدة توقسو وحدها، وقد أصيبت (%90) من تلك السيدات بالمرض أو الجنون نتيجة لذلك، كما توفيت (17 سيدة) خلال (3 أشهر) بعد العمليات
وفي عام 1991 قدرت الإحصائية الحكومية بأن عدد سكان بلدة ينكي حوالي مائتي ألف نسمة وأن عدد النساء اللاتي بلغن سن الحمل 35 ألف امرأة فقامت السلطات الحكومية الشيوعية بإجبار النساء على مايلي :
- 9360 امرأة استخدمن اللولب.
- 4200 امرأة ربط بياضهن.
- 9530 امرأة أسقط جنينهن.
- 7420 امرأة أخذن حقن منع الحمل.
- 1070 امرأة توفين بسبب الإجهاض الجبري.
- 1493 امرأة خضعن لتجارب منع الحمل
يفيد أحد الأطباء العاملين في مستشفى كرم باغ في مدينة كاشغر بأن أكثر من عشر حالات ولادة تتم في المستشفى المذكور يوميا يتم فيها قتل الجنين بعد ولادته مباشرة بضربة أو كتمان نفسه وتحقن الأم بحقنة منع الحمل بدون اشعارها بذلك ولا تتمكن من رؤية مولودها لأنهم يفيدونها بأن الجنين ولد ميتا، ثم تشحن هذه الأجنة إلى معامل في بكين وشنغهاي.
2 ـ في 14 فبراير شباط عام 1993 م وفي القرية رقم 6 من بلدة قوما وضعت السيدة دولت خان مولودها الرابع وباعت كل ممتلكاتها لدفع الغرامة المالية حتى تحتفظ بالطفل ولكنها في اليوم السادس أجبرت على إجراء عملية ربط المبيض ثم ماتت بعد ذلك بثلاثة أيام

### الاعتقالات
اعتقلت الحكومة الصينية عام 2014 أكثر من 27 ألف شخص مسلم من الأويغور كما صرح المدعي العام الصيني

صرحت ربيعة قدير الناشطة السياسية وعضوا في مجلس نواب شينجيانغ سابقا «إن حوالي 200 معتقل مسلم من الأويغور تعرضوا للتعذيب حتى الموت في سجن صيني، مستندة إلى معلومات قدمها شرطي من الأويغور».
اعتقلت الصين أكثر من 10 آلاف أويغوري في تركستان الشرقية خلال الفترة من أوائل عام 2000 إلى مارس 2001. وكانت التهم الموجهة إليهم : [ الانفصالية، القومية، والنشاط الديني غير القانوني، والإرهاب ]

### أبرز المجازر
بعد تمكن التحالف الصيني روسي من إسقاط جمهورية تركستان الشرقية الأولى قامت الحكومة الصينية بإعدام كامل أعضائها مع عشرة آلاف مسلم

مجزرة كاشغر عام 1966 قتل فيها أكثر من خمس وسبعين ألف قتيل من المسلمين. نفذت القوات الصينية المجزرة أثناء استقبال المسلمين لشهر رمضان.
مذبحة مسجد خان أريق بمدينة خوتان بتاريخ 28 يونيو 2013 سقط خلالها 200 مسلم
مذبحة مدينة أقسو بتاريخ 14 فبراير 2014 قتل فيها 11 مسلما على يد القوات الصينية بتهمة محاولة الهجوم على الشرطة دون تقديم أدلة.
- مجزرة يلكيكي وقعت 20 آب 2013 قتل فيها 26 مسلم.[27]
- مجزرة بارين حدثت عام 1990 راح ضحيتها المئات من المدنيين المسلمين حسب الناشطين وستين مسلم حسب الحكومة الصينية

- مجزرة خوتن ناحية وقعت عام 2014 قتل فيها بين 2500-5500 مسلم[30]

### أوضاع المسلمين اليوم
أما عن أوضاع المسلمين في الصين في القرن الحادي والعشرين:
1. المساجد: لقد كان بالتركستان 16 ألف مسجد قبل الحكم الشيوعي ويصل عددها حاليا إلى 9 الآف مسجد.

قامت الصين خلال العقدين الماضيين بإغلاق أكثر من ستة آلاف مسجد، وتسريح عشرات الآلاف من الأئمة الإيغوريين، وحظر استخدام الحروف العربية في الخطابات الرسمية، وإخضاع المؤسسات التعليمية للمناهج الصينية دون أدنى اعتبار لخصوصية الإقليم الدينية والعرقية
1. الحجاب الإسلامي: وقد اعتقلت الحكومة الصينية بعض النساء الملتزمات بالحجاب الشرعي في تركستان الشرقية[32]
2. الصيام: يمنع الحزب الشيوعي الصيني الصوم في المؤسسات الحكومية وكذلك يمنع الطلاب من الصيام منذ فترة طويلة[33] وقال الأويغوريون في إقليم تركستان إن الحكومة الصينية منعت كامل المسلمين من الصوم بعكس ما يشاع في الإعلام بأن المنع مختص بالموظفين والطلاب فقد كانت قوات الأمن الصينية تتفقد البيوت المضاءة في وقت السحور. وكان يتم الاعتداء على الأسر الفقيرة الصائمة التي لا تملك أصلا وظائف[34]
3. حملات العنف ضد المسلمين: وتعرض المسلمون لحملات عدائية عرقية وأحداث عنف مرات عديدة خلفت عددا كبيرا من القتلى والجرحى، وأكثر تلك الأحداث وقوعا كان في تركستان الشرقية منها اضطرابات أورومتشي في يوليو 2009.

ويضاف لما سبق أحكام قضائية قاسية على خلفية اتهامات بالإرهاب، مثل أحكام صدرت في يونيو /حزيران 2014 بالسجن على 113 شخصا لمدد تتراوح بين عشر سنوات ومدى الحياة بتهم تتعلق بالإرهاب، وتعدد الزوجات والمخدرات وغيرها وهي تهم باطلة كما يقول الناشطون
وحملت الحكومة الصينية الناشطة ربيعة قدير مسؤولية اضطرابات أورومتشي في يوليو 2009

المسلمون الصينييون مسلمون حريصون على دينهم قابضون عليه متمسكون به لكن تنتشر بينهم الأحكام والعقائد المغلوطة نتيجة عزلهم عن باقي مسلمي العالم وسيطرة الحزب الشيوعي على كافة الأمور الدينية فقد قال إمام مسجد نوجي بأنهم في يوم الجمعة يصلون صلاة الجمعة ثم صلاة الظهر ست عشرة ركعة!!!.
وقام الشيوعيون بتسهيل سفر واستقرار غير المسلمين في المناطق الإسلامية، فانخفضت نسبة المسلمين إلى 60%، وهاجر العديد منهم إلى تركيا وإيران والمملكة العربية السعودية وبعض الدول الإسلامية في جنوب شرقي قارة آسيا.

## ردود الفعل الدولية
تظاهر ببروكسل عدد من المعترضين على سياسة بكين في تركستان الشرقية وردد المحتجون هتافات من قبيل «الحرية للأويغور»، رافعين أعلام تركيا وتركستان الشرقية ولافتات كتبت عليها عبارات مثل «الساكت عن الحق شيطان أخرس»، و«أوقفوا الظلم في تركستان الشرقية»

مظاهرات واسعة شهدتها تركيا عام 2015 ونظم المحتجون تظاهرة أمام القنصلية الصينية في إسطنبول شارك فيها العديد من منظمات المجتمع المدني ومنظمات حقوقية، واتحاد شباب حزب العدالة والتنمية.
كما نظمت احتجاجات في ولايات إزمير وقيصري وقونية وكوتاهية وطرابزون، إضافة إلى أغلبية المدن التركية، ندد خلالها المشاركون بالظلم الواقع على المسلمين بإقليم تركستان الشرقية.

### انتقاد بالكلام من الأمم المتحدة
انتقد مقرر الأمم المتحدة الخاص بحرية الأديان حكومة الصين لممارستها سياسة «قمعية» تجاه مسلمي الأويغور في إقليم تركستان الشرقية، وروى «قصصا مزعجة» عن مضايقات وترويع لتلك الأقلية.
وقال آينر بيليفيت - وهو محقق في قضايا حقوق الإنسان - أثناء إفادة صحفية، إن تصرفات الصين ضد الأويغور «مشكلة كبيرة.»
وأضاف " استمعت إلى قصص مزعجة للغاية عن مضايقات على سبيل المثال وترويع أثناء شهر رمضان.

## مراحل التعليم الإسلامي بالصين
ينقسم التعليم الإسلامي في الصين إلى المراحل التالية :
- المرحلة الابتدائية ويقتصر التعليم فيها على المدارس القرآنية المتعلقة بالمساجد، ويدرس فيها الطالب مبادئ اللغة العربية والقرآن الكريم
- المرحلة المتوسطة ويدرس الطالب فيها مبادئ النحو، والبلاغة وبعض العلوم الدينية من الحديث والتفسير، ومنهج هذه المرحلة في حاجة إلى تعديل.
- المرحلة العليا، وفيها يدرس الطالب علوم الفقه، والتفسير، والتوحيد، وبعض العلوم الأخرى، ومدة هذه المرحلة طويلة وهدفها تخريج دعاة ومدرسين. والحاجة ماسة للكتاب الإسلامي وإعادة النظر في المناهج وإصلاحها، وتشكلت لجنة سعودية في سنة 1409 هـ، ومهمتها مساعدة المسلمين في الصين مادياً وعلمياً ودراسة متطلباتهم التعليمية والثقافية.

## المنظمات الإسلامية
من أقدمها (جمعية التقدم الإسلامي) ويبلغ عدد فروعها 300 فرع وكان لها العديد من المدارس، (جمعية الأدب الإسلامي في الصين) ومهمة هذه الجمعية تبسيط فهم العقيدة الإسلامية، والنهوض بالتعليم الإسلامي ومساندة الأعمال الخيرية، وترجمة معاني القرآن، وأصدرت الجمعية مجلة شهرية، كما خصصت منح دراسية للطلاب المسلمين للدراسة في البلدان الإسلامية، وأنشأت عدة مراكز بالصين. (الجمعية الاتحادية لعموم الصين) نشطت في توثيق صلة المسلمين بالعالم الإسلامي، و (الجمعية الإسلامية في الصين)هيئة تكفلها الحكومة الصينية سنة 1986 م، وتقوم ببعض الأعمال الإسلامية، ولكن هناك شعور مضاد لها، ومقرها في بكين.هذا حسب بعض المصادر

## المجلات الإسلامية قبل الحكم الشيوعي
أصدرت جمعية التقدم الإسلامي مجلة (المنبه الإسلامي) وأصدرت الجمعيات الإسلامية الأخرى عدة مجلات منها مجلة (نضارة الهلال) صدرت في بكين، ومجلة (نور الإسلام) صدرت في تينجان، ومجلة (العلوم الإسلامية) صدرت في كانتون.

## المطبوعات الإسلامية
على الرغم من أحداث النصف الأول من القرن العشرين إلا أن هذه الفترة كانت من أخصب فترات نشاط الدعوة الإسلامية، ففيها تم طبع القرآن الكريم بالعربية أربع مرات، وترجمت معاني القرآن الكريم في سنة (1365 هـ - 1945 م)، وكذلك أصدر القاموس العربي الصيني، وترجم كتاب (العمدة) أي كتب الفقه الشائعة بالصين، وترجم إلى الصينية كتاب (تاريخ التشريع الإسلامي) وكتاب (رسالة الإسلام في الصين). والشيخ محمد تواضع هو أول من جلب حروف الطباعة العربية إلى الصين.

## ما يحنقكو انظر أيضًا
- ليو جي
- نور الدين مي قوانقجيانق
- يوسف ما ديشين
- دار العلوم الحميدية
- حروب تركستان

## المصدر
1. ↑  Pillsbury، B. L. K. (1981)، "Muslim History in China: A 1300-year Chronology"، Journal of Muslim Minority Affairs، ج. 3، ص. 10–29، DOI:10.1080/02666958108715833.
2. ↑  Poston، Dudley L. The Muslim Minority Nationalities of China (Thesis). ص. 4. مؤرشف من الأصل في 2024-09-20.
3. ↑  Beech، Hannah. "If China Is Anti-Islam, Why Are These Chinese Muslims Enjoying a Faith Revival?". Time. مؤرشف من الأصل في 2019-08-08. اطلع عليه بتاريخ 2021-05-07.
4. ↑  "China halts mosque demolition due to protest". The Times of India. مؤرشف من الأصل في 2018-08-11. اطلع عليه بتاريخ 2018-08-10.
5. 1 2
6. 1 2 3 4 5 6 7  Hagras، Hamada Muhammed (20 يونيو 2017). "An Ancient Mosque In Ningbo, China "Historical And Architectural Study"". Journal of Islamic Architecture. ج. 4 ع. 3: 102. DOI:10.18860/jia.v4i3.3851. ISSN:2356-4644. مؤرشف من الأصل في 2022-11-10.
7. ↑  
القوميات الصينية نسخة محفوظة 20 يناير 2018 على موقع واي باك مشين.
8. ↑  Israeli 2002، صفحة 284
9. ↑  2010 Islam by province, page 29. Data from: Yang Zongde, Study on Current Muslim Population in China, Jinan Muslim, 2, 2010. نسخة محفوظة 11 أكتوبر 2017 على موقع واي باك مشين.
10. ↑  WAKEMAN JR.، FREDERIC (1986). GREAT ENTERPRISE. University of California Press. ص. 802. ISBN:0520048040. مؤرشف من الأصل في 2019-03-28. اطلع عليه بتاريخ 2014-04-24.
11. 1 2 3 4  مسعود الخوند، الأقليات المسلمة في العالم، Universal Publishing، بيروت، 2006 ط 2 ص 110
12. 1 2 3 4 5  هجرس، حماده محمد (2020). "الأساطير المتعلقة بوصول الإسلام إلى الصين". م. مؤرشف من الأصل في 2020-10-28.
13. 1 2 3  هجرس، حماده محمد (1 أبريل 2021). "الطراز المعماري الإسلامي في الصين مسجد الأصحاب بمدينة تشوانتشو أنموذجًا". أبيدوس. ج. 3 ع. 3: 169–194. DOI:10.21608/abidus.2021.230718. ISSN:2636-3852. مؤرشف من الأصل في 2023-02-27.
14. ↑  هجرس، حماده (1 مارس 2023). "النقش التذکاري لمسجد تشينغجينغ بمدينة تشوانتشو". مجلة العمارة والفنون والعلوم الإنسانية. ج. 8 ع. 38: 706–727. DOI:10.21608/mjaf.2021.69422.2295. ISSN:2356-9654. مؤرشف من الأصل في 2023-03-01.
15. ↑  كتاب "جامع التواريخ"
16. 1 2  Hagras، Hamada M. (1 ديسمبر 2019). "The ming court as patron of the Chinese islamic architecture: The case study of the daxuexi mosque in Xi'an". Shedet. ج. 6 ع. 6: 134–158. DOI:10.21608/shedet.006.08. ISSN:2356-8704. مؤرشف من الأصل في 2022-10-03.
17. 1 2  عشر معلومات لا تعرفها عن مسلمي الصين نسخة محفوظة 06 يوليو 2017 على موقع واي باك مشين.
18. ↑  
جحيم تركستان نسخة محفوظة 17 فبراير 2011 على موقع واي باك مشين.
19. ↑  
الاحتلال الصيني وجحيم تركستان نسخة محفوظة 02 سبتمبر 2017 على موقع واي باك مشين.
20. 1 2  جرائم الصين ضد المسلمين في تركستان الشرقية نسخة محفوظة 19 سبتمبر 2013 على موقع واي باك مشين.
21. ↑  
تركستان الشرقية معلومات عامة نسخة محفوظة 06 يوليو 2017 على موقع واي باك مشين.
22. ↑  
مأساة مسلمي الأويغور في الصين نسخة محفوظة 16 مارس 2020 على موقع واي باك مشين.
23. ↑  "مسلمو تركستان الشرقية". مؤرشف من الأصل في 2020-03-03. {{استشهاد ويب}}: |archive-date= / |archive-url= timestamp mismatch (مساعدة)
24. ↑  
هل تعلم عن تركستان الشرقية نسخة محفوظة 07 نوفمبر 2017 على موقع واي باك مشين.
25. ↑  
تركستان الشرقية وخلفية المجازر التي لا تتوقف بحق المسلمين نسخة محفوظة 20 ديسمبر 2017 على موقع واي باك مشين.
26. ↑  
حقيقة ما يجري في تركستان الشرقية نسخة محفوظة 03 يوليو 2017 على موقع واي باك مشين.
27. ↑  
حول-مقتل-إيغوريين-بالصين مطالبة بتحقيق حول مقتل أويغوريين بالصين [وصلة مكسورة] نسخة محفوظة 28 أبريل 2020 على موقع واي باك مشين.
28. ↑  
تركستان المسلمة القضية المنسية نسخة محفوظة 02 يونيو 2012 على موقع واي باك مشين.
29. ↑  
لبيك تركستان نسخة محفوظة 19 فبراير 2017 على موقع واي باك مشين.
30. ↑  
خاص الصين تركستان الشرقية نسخة محفوظة 13 أبريل 2018 على موقع واي باك مشين.
31. ↑  قناة الجزيرة عندما تضطهد الأقلية الأكثرية نسخة محفوظة 8 أغسطس 2018 على موقع واي باك مشين.
32. ↑  
الصين توسع نطاق القمع الرسمي ضد مسلمي الأيغور نسخة محفوظة 26 مايو 2020 على موقع واي باك مشين. [وصلة مكسورة]
33. ↑  "قناة سكاي نيوز". مؤرشف من الأصل في 2020-03-14. {{استشهاد ويب}}: |archive-date= / |archive-url= timestamp mismatch (مساعدة)
34. ↑  تركستان الشرقية صراع الهوية نسخة محفوظة 8 أغسطس 2018 على موقع واي باك مشين.
35. ↑  
قناة الجزيرة شينغيانغ (تركستان الشرقية) نسخة محفوظة 8 أغسطس 2018 على موقع واي باك مشين.
36. ↑  أحداث أورمتشي 2009 نسخة محفوظة 01 ديسمبر 2017 على موقع واي باك مشين.
37. ↑  
الإسلام الدين رقم واحد في الصين ولكن نسخة محفوظة 15 يوليو 2017 على موقع واي باك مشين.
38. ↑  
احتجاجات ببروكسل على ممارسات الصين ضد الأويغو نسخة محفوظة 21 يوليو 2018 على موقع واي باك مشين.
39. ↑  
احتجاجات بتركيا على ممارسات الصين بحق الأويغور نسخة محفوظة 3 يوليو 2018 على موقع واي باك مشين.
40. ↑  
ترويع-الصين-الإيغور-المسلمين انتقاد أممي للصين لترويع مسلمي الأويغور [وصلة مكسورة] نسخة محفوظة 14 أبريل 2020 على موقع واي باك مشين.

## وصلات خارجية
- الصين أكبر سوق مفتوح للدعوة الإسلامية ولكن!، طريق الإسلام، 31 مايو 2006
- http://taseel.com/display/pub/default.aspx?id=1629&mot=1 المسلمون في الصين
- http://eg.china-embassy.org/ara/ddmt/t97921.htm الإسلام الدين رقم واحد في الصين ولكن
- http://blogs.najah.edu/staff/emp_2117/article/article-13/file/017.pdf قضية مسلمي الصين
- صورة وصفية للقانون الإسلامي